# Salomon Sörensen
Salomon Sörensen (29. april 1856 i Lund – 7. marts 1937 i Malmø) var en svensk arkitekt, som var Malmøs stadsarkitekt 1893–1924.
Sörensen var søn af bygmester Peder Christian Sörensen. Han studerede arkitektur i København og Stockholm og gjorde derefter en længere studierejse i Europa. Han arbejdede som privatpraktiserende arkitekt i Malmø fra 1884. Han arbejde helst med facader i nyrenæssance med inspiration fra Firenze. Sörensen blev Malmøs stadsarkitekt i 1893. Som stadsarkitekt fik han blandt andet ansvaret for bygninger som byen selv lod opføre. Han tegnede blandt andet alle bygninger til Malmö Allmänna sjukhus fra 1894–1932 samt en lang række forskellige kommunaltekniske bygninger og anlæg som vandtårn, slagtehuse, markedshaller, vandværk med mere. Sörensen var i det hele taget en af de mest produktive arkitekter i Malmøs historie med over 100 opførte bygninger i byen.

## Bygningsværker
- Södervärns Vandtårn i Malmø (1914)